# Akane-chan
Akane-chan (japanisch あかねちゃん) ist eine Manga-Serie von Tetsuya Chiba, die im Jahr 1968 in Japan erschienen ist. Im selben Jahr erschien ein Anime-Adaption von Studio Toei Animation.

## Inhalt
Akane ist ein junges Mädchen und lebte früher mit ihrem Großvater auf dem Land. Sie beschließt jedoch, nach Tokio zu ziehen und eine angesehene Schule zu besuchen. Doch die Herkunft vom Land hat ihre Schattenseiten und Akane merkt schnell, dass sie nicht zu den reichen Schulkindern passt. Trotzdem findet sie im Außenseiter Hidemaro einen Freund. Er wird ständig Opfer von Mobbing und Akane beginnt, sich für ihn einzusetzen. In der Schule finden die beiden einen Hund, den sie trotz seiner großen Statur ironisch Chibi nennen. Für Akane, Hidemaro und Chibi beginnen damit verrückte und lustige Abenteuer.

## Veröffentlichung
Der Manga erschien im Jahr 1968 im Magazin Shōjo Friend beim Verlag Kodansha. Dieser brachte die Kapitel auch gesammelt in vier Bänden heraus.

## Verfilmung
Die Anime-Adaption des Mangas erfolgte als Serie in Schwarzweiß, die von Toei Animation produziert worden war. Regie führte Fusahito Nagaki, Yasuo Yamaguchi, Yugo Serikawa und Takeshi Tamiya. Die Drehbücher schrieben Shunichi Yukimuro und Masaki Tsuji, das Charakterdesign entwarf Shinya Takahashi.
Die insgesamt 26 je 25 Minuten langen Folgen wurden ab dem 4. April 1968 von Fuji TV ausgestrahlt. Die letzte Folge wurde am 29. September 1968 gezeigt. Der Anime wurde auch im peruanischen Fernsehen gezeigt.

### Synchronisation
| Rolle    | Japanische Sprecher (Seiyū) |
| -------- | --------------------------- |
| Akane    | Minori Matsuhima            |
| Hidemaru | Kazue Takahashi             |
| Sakura   | Kazuko Sugiyama             |
| Mama     | Haruko Yajima               |
| Papa     | Toshiya Ogata               |

### Musik
Die Musik wurde von Keiichi Awano komponiert. Das Vorspannlied ist Akane-chan von Minori Matsuhima und der Abspanntitel ist Hidebaro Song von Kazue Takahashi.

## Rezeption
Laut der Anime Encyclopedia wurde der Manga „absichtlich entworfen, um Stadtkindern, die dieser Gelegenheit beraubt sind, eine ferne, unbeschwerte Zeit ländlicher Kindheit zu zeigen“. Die Serie seit daher vergleichbar mit Mein Nachbar Totoro.